# Donjosaski jezici
Donjosaski jezici, podskupina donjonjemačkih jezika, šire zapadnogermanske skupine, koja obuhvaća deset jezika na području Nizozemske, susjedne Njemačke, te znatan broj u Kanadi. Jezici ove podskupine su: achterhoeks, drents, gronings, donjosaski, plautdietsch, sallands, stellingwerfs, twents, veluws i vestfalski.

## Vanjske poveznice
- Ethnologue (14th)
- Ethnologue (15th)